# Yuna (Final Fantasy)
Yuna (Japans:ユウナ, Yūna) is een personage in de computerspelserie Final Fantasy van Square Enix. Ze verscheen voor het eerst als de protagonist in de Japanse role playing game Final Fantasy X uit 2001. 
Op ongeveer 17-jarige leeftijd neemt Yuna de cruciale rol op zich van een summoner in de wereld van Spira, een titel die grote verantwoordelijkheid en betekenis met zich meedraagt. Als centraal personage in Final Fantasy X wordt Yuna afgebeeld als een vriendelijk, loyaal, eerlijk en beleefd individu met een diepgaande passie voor humanitaire doelen. Haar sterke toewijding om te vervullen wat zij beschouwt als haar plicht is een kenmerkende eigenschap, waarbij ze een onbaatzuchtige aard toont door de behoeften van anderen boven die van haarzelf te stellen. Deze plichtsgetrouwheid wordt bijzonder belangrijk wanneer ze begint aan een gevaarlijke pelgrimstocht om de kolossale dreiging genaamd Sin te confronteren.

## Verschijningen

### Final Fantasy X
Yuna is de dochter van de overleden High Summoner Braska, die tien jaar geleden een monster genaamd Sin heeft vernietigd. Yuna begint haar eigen queeste om de gereïncarneerde Sin te verslaan. Ze wordt vanaf het begin van haar reis vergezeld door haar drie guardians, Kimahri, Lulu en Wakka. Om Sin te verslaan, moet Yuna meerdere tempels bezoeken en de gunst winnen van geesten die bekendstaan als Fayths. Als ze de gunst van de Fayths krijgt, zal haar de mogelijkheid worden verleend om een wezen genaamd een Aeon op te roepen. Iedere tempel heeft zijn eigen Aeon, en zodra ze er genoeg heeft verzameld, zal ze in staat zijn om de Final Aeon op te roepen om Sin te vernietigen en zijn reïncarnatiecyclus opnieuw te starten. Het ritueel voor het oproepen van de Final Aeon zal gepaard gaan met het opofferen van haar leven. Op haar reis ontmoet ze Tidus, de zoon van een van de Guardians van haar vader. Hij is ervan overtuigd dat er een andere manier is om Sin te verslaan waarbij Yuna het overleefd.

### Final Fantasy X-2
Na het definitief verslaan van Sin door Yuna, twee jaar geleden, is ze nu lid van de Sphere Hunters-groep, de Gullwings. Yuna reist door Spira op zoek naar de waarheid achter een sphere met een video waarin een man te zien is die lijkt op Tidus. Ze komt erachter dat de man in de Sphere Shuyin is, een geest met de intentie om Spira te vernietigen. Samen met Rikku en Paine gaat ze de strijd aan om Shuyin te stoppen in het bereiken van zijn doel.
Yuna verschijnt ook in de roman Final Fantasy X-2.5 ~Price of Eternity~ en de audio drama Final Fantasy X -Will- die zich afspelen na de perfect ending van Final Fantasy X-2. Het verhaal van de roman en audiodrama is canoniek en is gebaseerd op een vroege opzet van Tetsuya Nomura voor Final Fantasy X-3.
In 2023 werd haar rol vertolkt door Nakamura Yonekichi in het Kabuki-toneelstuk New Kabuki FINAL FANTASY X. Een officiële productie van Square Enix, TBS en Kinoshita Group.

### Overige verschijningen
Yuna verschijnt in Dissidia 012 Final Fantasy voor de PlayStation Portable als een van de speelbare personages die worden opgeroepen door de godin Cosmos om deel te nemen aan een oorlog tegen haar rivaal, Chaos. Ze verschijnt in haar outfit van Final Fantasy X. Daarnaast heeft ze een alternatief ontwerp gebaseerd op de illustratie van Yoshitaka Amano, evenals een ontwerp gebaseerd op haar trouwjurk uit Final Fantasy X. Haar outfit uit Final Fantasy X-2 werd op 21 april 2011 beschikbaar gemaakt via downloadbare content. Yuna verschijnt ook in Dissidia Final Fantasy NT voor de PlayStation 4 en Microsoft Windows via downloadbare content en in het arcadespel.
Yuna verschijnt in Theatrhythm Final Fantasy voor de Nintendo 3DS. Haar personage is gebaseerd op haar ontwerp uit Final Fantasy X. In het vervolg Theatrhythm Final Fantasy Curtain Call verschijnt ze twee keer; naast haar personage uit het eerste deel is er nu een tweede Yuna, gebaseerd op haar ontwerp uit Final Fantasy X-2. Ze verschijnt ook in het arcadespel Theatrhythm Final Fantasy All-Star Carnival, de opvolger van de Theatrhythm-serie voor de Nintendo 3DS.
Yuna verschijnt in Dissidia Final Fantasy Opera Omnia uit 2007 voor de Android en iOS. Ze is een vrij te spelen personage in de regio Lost Kingdom of Thronus tijdens hoofdstuk drie van het verhaal. Haar personage behoudt de speelstijl van haar ontwerp uit Final Fantasy X en heeft enkele iconische vaardigheden, waaronder de mogelijkheid om de aeon Valefor op te roepen.
Yuna verschijnt in War of the Visions: Final Fantasy Brave Exvius voor de Android en iOS. Ze maakte haar debuut in maart 2021 tijdens een cross-over evenement met Final Fantasy X in de internationale versie van het spel.
Haar speelbare rollen in het spel zijn Summoner of Spira, Green Mage en Kotodama Mage. Haar iconische outfit uit Final Fantasy X is verkrijgbaar als vrij te spelen Master Trust-item.

## Karakterontwerp
Het concept voor Yuna werd gecreëerd door Yoshinori Kitase, gebaseerd op een vroeg conceptontwerp voor Final Fantasy X van een wereld waarin mensen sterven wanneer ze zeventien jaar oud worden. Het doel was om een personage te creëren dat vastberaden en volhardend was zonder fysiek sterk te zijn. Haar naam was gekozen als contrast met de andere protagonist Tidus; terwijl zijn naam "zon" betekent in het Okinawaans, betekent Yuna's naam "nacht". De relatie tussen Tidus en Yuna was altijd een centraal onderdeel van het verhaal, hoewel andere verhaallijnen, zoals de vader zoon relatie tussen Jecht en Tidus, door Kitase als aangrijpender werden beschouwd.
Yuna is ontworpen door Tetsuya Nomura. Artistiek directeur Yusuke Naora creëerde een "tropisch" ontwerp dat paste bij de exotische Aziatische setting van het spel, maar dit ontwerp werd door Tetsuya Nomura verworpen ten gunste van een meer traditioneel Japans uiterlijk. Nomura baseerde het ontwerp van Yuna op de hakama, een type traditionele Japanse kleding. Nomura zei dat nadat hij had geleerd dat Yuna een dans genaamd de "sending" zou uitvoeren, hij haar outfit iets wilde geven dat zou stromen. Om deze reden koos hij voor een specifiek type kimono, de furisode, een kimono met lange mouwen. Ze kreeg ook een bloemenmotief met een hibiscus, wat verwees naar haar naam. Het zon- en nachtmotief dat aanwezig is in hun namen werd ook doorgetrokken naar haar accessoires. De open achterkant van haar outfit bleef over van een verworpen concept van zichtbare tatoeages die de vaardigheden en capaciteiten van een personage zouden vertegenwoordigen.

## Ontvangst
Yuna heeft over het algemeen positieve recensies ontvangen van critici. Tijdschriften hebben haar omschreven als een van de favoriete en beste personages uit Final Fantasy. In officiële Square Enix-peilingen werd Yuna in 2013 gekozen als de op twee na meest favoriete vrouwelijke Final Fantasy-personage en de meest populaire heldin uit Final Fantasy in 2014. In een peiling uit 2010 van ASCII Media Works, waarin Japanse fans konden stemmen op welk videogame- of mangapersonage ze hun kinderen zouden willen noemen, belandde Yuna op de tweede plaats in de categorie vrouwelijke personages. In 2023 blijft Yuna prominent aanwezig in toplijsten en wordt ze beschouwd als een van de best geschreven vrouwelijke personages in Final Fantasy.
Haar personage in Final Fantasy X-2 werd minder positief ontvangen. Negatieve reacties richtten zich op de onthullende kleding en de nieuwe persoonlijkheid van Yuna, wat voldoende tegenreactie van gamers veroorzaakte om het niet als een daadwerkelijke Final Fantasy-game te beschouwen, in tegenstelling tot eerdere, meer passende helden.